# رهیاب سیکورانا
رهیاب سیکورانا (نام علمی: Catuna sikorana) نام یک گونه از سرده رهیاب‌ها است.